# Recensement de la Grèce de 1991
Le recensement de la population de 1991 (en grec moderne : Ελληνική απογραφή του 1991), est un recensement officiel  réalisé le 17 mars 1991. Le précédent date de 1981. La population totale (réelle) s’élève à 10 259 900 habitants. La densité de population est de 77,8 habitants par kilomètre carré.